# Смирнов, Константин Николаевич (историк)
Константин Николаевич Смирнов (1862, Ярославская губерния — 1930, Ярославль) — преподаватель и церковный историк.

## Биография
Родился 19 ноября 1862 года[по какому календарю?] в семье священника в селе Ушаково, Ярославского уезда Ярославской губернии. Окончил Ярославское духовное училище (1877), Ярославскую духовную семинарию (1883) и Московскую духовную академию со степенью кандидата богословия (1887), защитив в ней диссертацию на степень магистра богословия в 1889 году.
Был преподавателем гомилетики, литургики и практического руководства для пастырей (1887), логики, психологии и дидактики (1889), русской словесности и истории литературы (1891), а также членом правления Ярославской духовной семинарии.
Член епархиального училищного совета (1889), одновременно преподаватель педагогики (1889—1891, 1900—1906), теории словесности и истории литературы (1899), русского и церковнославянского языков (1900—1911), инспектор классов (1903—1917) в епархиальном Ионафановском женском училище, руководитель образцовой школы при нём.
Преподаватель логики в мужской (1907—1909), Екатерининской (1905—1917) и Мариинской (1911—1917) женских гимназиях, секретарь и пожизненный член Попечительства во имя Феодоровской Божией Матери (1913).
Надворный советник (1894), коллежский советник (1895), статский советник (1899). Вдовец, бездетный.
Член Поместного собора Православной российской церкви 1917—1918 годов, по избранию как клирик от Ярославской епархии, участвовал в 1–2-й сессиях, член II, III, XIII отделов.
С 1919 года — член церковно-приходского совета Крестовоздвиженского храма в Ярославле. С 1920 года преподавал на рабфаке в Ярославском университете, с 1921 года заведовал учебной частью вечернего отделения и, одновременно, был заведующим кафедрой иностранной литературы Ярославского педагогического института и до 1924 года читал курс западно-европейской литературы. В 1922 году «за соучастие в сокрытии церковных ценностей от изъятия» был приговорён к 1,5 годам лишения свободы, по амнистии срок сокращён на полгода. После освобождения снова преподавал на рабфаке, председатель словесной предметной комиссии.
Умер 16 мая 1930 года в Ярославле.

## Награды
Был награждён орденами Св. Станислава 3-й (1894) и 2-й (1904) степени, Св. Анны 3-й (1899) и II (1908) степени, Св. Владимира 4-й степени (1912).